# Peter Wibrån
Peter Wibrån, född 23 mars 1969 i Växjö, är en svensk före detta fotbollsspelare och assisterande tränare i Östers IF.

## Biografi
Peter Wibrån spelade under sin aktiva karriär i klubbar som Helsingborgs IF, FC Hansa Rostock (Tyskland) och Östers IF. Han började spela i IFK Lammhult där han spelade fram till 1986 och kom via Vederslöv-Dänningelanda till Östers IF där han debuterade i allsvenskan. Han gick senare till Helsingborgs IF. 1998 blev han utsedd till årets HIF:are, samma år som klubben blev cupmästare efter finalseger mot Örgryte IS 1998. Hans position var mittfältare. Totalt gjorde Wibrån 10 A-landskamper (1995-1997).
Hans karriär tog ny fart när han 1998 blev proffs i FC Hansa Rostock där han spelade under fem säsonger. 2003 återvände han till Östers IF där han spelade fram till 2006. Säsongen 2007 och 2008 var Wibrån assisterande tränare i Östers IF. Under säsongen 2009 återfanns Wibrån i Växjöklubben Räppe GoIF, hemmahörande i Division 4 Elit Västra Småland.
Han är släkt med  fotbollsmålvakten Axel Wibrån.